# Final Breath
Final Breath (engl. „letzter Atemzug“) ist eine Thrash-/Death-Metal-Band aus Lohr am Main in Franken.

## Geschichte
Final Breath wurde 1993 von Sänger Michael Imhof, den beiden Gitarristen Thomas Böttcher und Steffen Diel sowie Basser Thomas Wissel und Schlagzeuger Heiko Krumpholz gegründet. Zwei Jahre später erschien das erste Demo Soulchange und 1997 die selbstfinanzierte EP End of It All mit Markus Wertmann als zweiten Gitarristen für Diel. Ebenfalls als Eigenproduktion erschien das Debütalbum Flash-Burnt Crucifixes für das die Band den erfahrenen Produzenten Andy Classen gewinnen konnte. Nachdem das Debüt (mit Jörg Breitenbach für Thomas Böttcher) zunächst selbst vermarktet wird, nahm das Independentlabel Gutter Records die Band unter Vertrag und legte das Debüt neu auf.
Kurz darauf trennen sich Band und Label im Streit. So begannen die Aufnahmen für den Nachfolger Mind Explosion erneut auf Kosten der Bandkasse. Im Studio, wieder mit Andy Classen als Produzent, trennte sich die Band von Michael Imhof und Markus Werthmann. Mit Sänger Jürgen Aumann (ex-Soul Demise, ex-Violation) und Werner Müller wurde jedoch Ersatz gefunden. Nuclear Blast nahm die Band schließlich unter Vertrag. Auch dieser Vertrag blieb auf ein Album beschränkt.
So wurde auch das dritte Album Let Me Be Your Tank von der Band vorfinanziert, deren Line-up wiederum nicht stabil blieb. Thomas Wissel stieg aus, so dass  Müller auch den Bass übernehmen musste. Das fertige Album wurde von Remnedy Records veröffentlicht Mit neuem Line-up (Dominik Merz als Bassist, Dennis Schneider für Müller) spielte die Band eine Tour mit Illdisposed und Ancient. 2005 spielte die Band auf dem Summer Breeze. Danach wurde es still um die Jungs, welche 2009 für ein paar Shows zurückkehrten und an Material für ein neues Album arbeitet. Anfang 2018 stieg Sänger Jürgen Aumann aus. Ein Ersatz wurde nach kurzer Suche mit Patrick Gajda, dem Sänger der Flesh Trading Company, gefunden.
Die Mitglieder der Band sind zudem Veranstalter des Up-from-the-Ground-Festivals, das jährlich auf den Mainwiesen in Gemünden veranstaltet wurde und damals das größte Extreme-Metal-Festival Frankens war.
Seit 2015 spielt die Band wieder auf kleineren Konzerten und Festivals. Ein neues Album ist ab dem 19. Oktober 2018 erhältlich. Die erste Single-Auskopplung Agonized, Zombified, Necrotized wurde am 27. September 2018 veröffentlicht.

## Stil
Die Band kombiniert klassischen Thrash Metal à la Exodus und Testament mit schwedischem Death Metal der Marke Dismember oder At the Gates zu aggressivem Metal, vergleichbar mit Bands desselben Genres wie ihren Landsmännern Dew-Scented.

## Diskografie
- 1995: Soul Change MCD (Eigenproduktion, kein Label)
- 1997: End of It All MCD (Eigenproduktion, kein Label)
- 2000: Flash Burnt Cruxifixies (Gutter Records)
- 2002: Mind Explosion (Nuclear Blast)
- 2004: Let Me Be Your Tank (Remedy Records)
- 2018: Of Death and Sin (Metalville Records)